# Mozarthaus Vienna
La Mozarthaus Vienna è un edificio situato nell'omonima città utilizzata come abitazione residenziale dal 1784 al 1787 da Mozart. Si trova nel centro storico della capitale austriaca vicino alla Cattedrale di Santo Stefano ed è stata successivamente trasformata in una casa museo.

## Storia
La casa si trova in Domgasse. Costruito nel XVII secolo, originariamente aveva due piani e fu riqualificato nel 1716. Mozart affittò qui alcune camere dal 1784; a quel tempo era anche conosciuta come la Casa Camesina, dal nome della famiglia che lo possedeva dal 1720.
Nel 1941, in occasione del 150º anniversario della morte di Mozart, le sue stanze da lui abitate furono aperte al pubblico come parte della "Settimana imperiale tedesca di Mozart", un evento nazionalsocialista destinato a onorarlo come compositore "tipicamente tedesco" (in contrasto con il suo stile di vita poliglotta ). Nel 1945 la gestione della casa museo fu rilevata dal Museo di Vienna.
Nel 2004 la società Wien Holding di Vienna ha ristrutturato immobile; la casa è stata riaperta nel 2006, in occasione del 250º anniversario della nascita del musicista. Nei suoi primi tre anni, il museo è stato visitato da 340000 persone.